# 群馬県立安中総合学園高等学校
群馬県立安中総合学園高等学校（ぐんまけんりつあんなかそうごうがくえんこうとうがっこう）は、群馬県安中市に所在する公立の高等学校。安中高等学校と安中実業高等学校が統合してできた男女共学校である。通称は安総 (あんそう) 。

## 設置学科
- 全日制課程
  - 総合学科
    - 芸術文化系列 (音楽系・美術系)
    - 情報電子系列
    - 情報ビジネス系列
    - メカトロニクス系列
    - 食文化系列
    - 人間健康系列
    - 生物資源系列
    - 生活文化系列 (福祉系・保育系)
- 定時制課程
  - 普通科 (4年制)

## 沿革
- 2006年 - 群馬県立安中実業高等学校の校舎・校地に開校
- 2007年 - 南校舎（新校舎）完成
- 2008年 - 第3PC室　駐輪場　第2体育館完成
- 2008年 - 定時制課程（普通科）が開設
- 2009年 - 第1期生卒業

## 部活動
- 運動部
  - 硬式野球部
  - サッカー部  男子
  - バスケットボール部  女子
  - バスケットボール部
  - 女子バレーボール部
  - 陸上競技部
  - ラグビー部 男子
  - ソフトテニス部
  - 女子ソフトテニス部
  - ソフトボール部
  - 卓球部
  - 剣道部
  - 男子バレーボール部
  - 弓道部
  - ダンス部
- 文化部
  - JRC部
  - 家庭科部
  - 茶道部
  - 吹奏楽部
  - 美術部
  - 文芸部
  - パソコン部
  - 和太鼓部
  - 食品部
  - ファーム部
  - 写真部
  - メカトロ部
  - 将棋部
  - 簿記部
  - 演劇部